# Drake (Arizona)
Pour les articles homonymes, voir Drake.
Drake est une communauté non incorporée située dans le comté de Yavapai dans l'État de l'Arizona aux États-Unis. C'est une station du chemin de fer de la compagnie Burlington Northern and Santa Fe Railway (BNSF). C'est aussi la jonction et le terminus occidental du Verde Canyon Railroad. Drake est l'emplacement où se situe le pont Hell Canyon utilisé anciennement par l'U.S. Route 89 et qui est maintenant inscrit au Registre national des lieux historiques. L'économie de Drake est basée sur les carrières et le transport de lauze de l'Arizona.

## Annexe